# Rhinephyllum
Genre
Classification phylogénétique
Rhinephyllum N.E.Br. est un genre de plante de la famille des Aizoaceae.
Rhinephyllum N.E.Br., in Gard. Chron., ser. 3. 82: 92 (1927)
Type : Rhinephyllum muirii N.E.Br.

## Liste des espèces
- Rhinephyllum broomii L.Bolus
- Rhinephyllum comptonii L.Bolus
- Rhinephyllum frithii (L.Bolus) L.Bolus
- Rhinephyllum graniforme (Haw.) L.Bolus
- Rhinephyllum inaequale L.Bolus
- Rhinephyllum luteum (L.Bolus) L.Bolus
- Rhinephyllum macradenium (L.Bolus) L.Bolus
- Rhinephyllum muirii N.E.Br.
- Rhinephyllum obliquum L.Bolus
- Rhinephyllum parvifolium L.Bolus
- Rhinephyllum pillansii N.E.Br.
- Rhinephyllum rouxii (L.Bolus) L.Bolus
- Rhinephyllum schonlandii L.Bolus
- Rhinephyllum vanheerdei L.Bolus
- Rhinephyllum willowmorense L.Bolus